# 奥斯卡·德克
奥斯卡·德克（德語：Oskar Deecke，1986年5月16日—），德国男子曲棍球运动员。他曾代表德国国家队参加2012年夏季奥林匹克运动会男子曲棍球比赛，获得一枚金牌。